# Facebook Graph Search
Facebook Graph Search era un motore di ricerca semantico, disponibile solo in lingua inglese, che fu introdotto da Facebook nel marzo 2013. Era progettato per dare risposte alle domande degli utenti usando la lingua naturale, invece che come lista di link. La funzione Graph Search combinava i dati acquisiti dagli utenti di Facebook (oltre un miliardo) e i dati esterni in un unico motore di ricerca che forniva risultati di ricerca specifici dell'utente. In una presentazione guidata dal CEO di Facebook Mark Zuckerberg, venne annunciato che l'algoritmo Graph Search di Facebook trovava le informazioni all'interno di una rete di utenti amici. Ulteriori risultati erano forniti dal motore di ricerca di Microsoft, Bing.
Nel dicembre 2014 Facebook ha abbandonato la partnership con Bing e modificato il motore di ricerca del social network, eliminando molte delle funzioni introdotte con Graph Search, inaugurando così il più mobile-friendly Facebook Search.

## Sviluppo
La funzione è stata sviluppata sotto la supervisione degli ex dipendenti di Google Lars Rasmussen e Tom Stocky.
La funzione Graph Search è stata lanciata in beta nel gennaio 2013 come anteprima limitata su un bacino di utenti di lingua inglese negli Stati Uniti. I rapporti aziendali indicano che il bacino sperimentale era composto un numero di utenti compreso tra la decina e il centinaio di migliaia.
La funzione è stata poi resa disponibile in modo graduale a tutti gli utenti, con una lenta espansione pianificata. Facebook ha annunciato i piani per una futura interfaccia per dispositivi mobili e la possibilità di includere le foto di Instagram nei risultati delle ricerche.
Il nome si riferisce alla grafica di natura sociale dello stesso Facebook, che mappa le relazioni tra gli utenti.

## Funzionamento
Graph Search opera mediante l'uso di un algoritmo di ricerca simile ai motori di ricerca tradizionali come Google. Tuttavia, la funzione di ricerca si caratterizza per l'impiego di un motore di ricerca semantico, basato cioè sul significato inteso. Invece di restituire i risultati sulla base di parole chiave corrispondenti, il motore di ricerca è stato progettato per far combaciare le frasi, così come gli oggetti sul sito. Il servizio processa ricerche fino a 112 caratteri.
I risultati della ricerca si basano sia sul contenuto dell'utente che sui profili dei suoi amici, nonché e sulle relazioni tra l'utente ed i suoi amici e sugli interessi espressi su Facebook e sono influenzati anche dalle impostazioni sulla privacy degli utenti. Pur essendo limitati dal vedere alcuni contenuti, gli utenti potrebbero essere in grado di visualizzare dei contenuti rilevanti resi pubblici dagli utenti che non sono elencati come amici.
L'inserimento dei valori nella barra di ricerca è auto-compilato, come per il tipo di utenti, con Facebook che suggerisce amici e un secondo grado di connessione, pagine di Facebook, argomenti generati automaticamente e in ultimo, ricerche sul web che Facebook non è al momento in grado di elaborare.
Il funzionamento della funzione di ricerca dipende dal coinvolgimento dell'utente. La funzione ha lo scopo di promuovere gli utenti e di far aggiungere più amici, in modo più rapido. In tal modo, è in grado di fornire aggiornamenti, risultati più ricchi di dati e di stimolare l'uso della funzione.

## Funzioni della ricerca
Facebook supporta le ricerche sui seguenti tipi di oggetti:
- messaggi pubblici
- persone
- pagine
- eventi
- applicazioni
- gruppi
- luoghi, limitabile a una posizione specifica (latitudine e longitudine) e per distanza
- check-in degli utenti, amici o dove l'utente o gli amici sono stati "taggati" (etichettati)
- oggetti con allegate informazioni sulla loro posizione. Inoltre, gli oggetti restituiti dalla ricerca sono quelli in cui l'utente o gli amici sono stati etichettati o quegli oggetti creati dall'utente o dagli amici.

Gli utenti possono filtrare i risultati, per esempio su base temporale (da allora e fino), o cercare solo un determinato news feed dell'utente.
La funzione consente inoltre agli utenti di cercare direttamente sul web.

## Esempi
Tom Stocky del team di ricerca ha offerto diversi esempi di possibili ricerche durante la presentazione di lancio, tra cui,
- "Amici a cui piace Star Wars e Harry Potter"
- Per trovare un potenziale partner, "Chi sono gli uomini single a San Francisco che provengono dall'India"
- Per il reclutamento dei dipendenti, "i dipendenti della NASA che sono amici con utenti di Facebook"
- Per sfogliare le foto o per la pianificazione di un viaggio ", le foto dei miei amici fatte presso Parchi Nazionali"[1]

Durante la fase di roll-out, i blogger hanno dimostrato come Graph Search di Facebook potrebbe essere utilizzato per scoprire informazioni potenzialmente imbarazzanti (per esempio, le aziende che impiegano persone di opinioni razziste)  o interessi illegali (ad esempio, i residenti cinesi che amano il proibito gruppo Falun Gong).
Microsoft ha stretto una partnership con Facebook per fornire risultati di ricerca dal 2008. Microsoft Live Search è divenuto famoso come Bing in seguito all'avvio della partnership. Nel 2010, Facebook e Bing hanno collaborato per offrire risultati di ricerca socialmente orientati: People Search (ricerca di persone) e Liked by your Facebook Friends (è piaciuto ai tuoi amici su Facebook) sono informazioni apparse nei risultati all'interno di Facebook e su Bing.com.
Nel maggio del 2012, Bing ha lanciato una caratteristica barra laterale sociale che mostra i contenuti di Facebook a fianco dei risultati di ricerca. Promosso sul concetto di chiedere agli amici un consiglio, la funzione consente di trasmettere le ricerche correlate a quelle degli amici di Facebook e offre raccomandazioni di amici di Facebook, nonché di esperti provenienti da altre reti che potrebbero essere in grado di offrire informazioni.
L'emergere della funzione Graph Search si basa su questa partnership. Il contenuto di Facebook rimane su Bing.com. Graph Search si focalizza sul contenuto interno, mentre Bing gestisce i risultati della ricerca del contenuto esterno basandosi sul principio tradizionale delle parole chiave.

## Pubblicità
Nel 2012, Facebook ha introdotto le pagine sponsorizzate nei risultati di ricerca. Con l'acquisto di "Targeted Entities" (entità mirate) su Facebook, gli inserzionisti pagano per visualizzare la loro pagina quando gli utenti effettuano la ricerca di tale entità. Zuckerberg ha riferito che questa rimarrà una caratteristica della funzione di ricerca, ma che la componente pubblicitaria non è stata estesa nella funzione Graph Search.

## Open Graph
La funzione Open Graph permette agli sviluppatori di integrare le loro applicazioni e le pagine con la piattaforma di Facebook, e collegare Facebook con siti esterni su Internet. La funzione opera, consentendo l'aggiunta di metadati per trasformare siti web in oggetti grafici. Azioni realizzate utilizzando l'applicazione sono manifestati sulla pagina dei profili degli utenti.

## Privacy
Le prime reazioni al lancio di Graph Search hanno sollevato molte preoccupazioni sulla privacy. L'azienda Crimson Hexagon ha riferito che il 19 per cento degli utenti che parlano del lancio della funzione affermano che hanno grosse preoccupazioni sulla tutela della privacy. Facebook ha accennato a queste preoccupazioni e ha sottolineato che la ricerca opera all'interno delle impostazioni di privacy preesistenti: gli utenti possono accedere solo a informazioni che sono già a loro disposizione. La funzione rende, solamente, più facile la consultazione di queste informazioni e le rende potenzialmente più accattivanti da trovare. Sono inoltre state sollevate delle forti preoccupazioni correlate al phishing e la comparsa di soggetti minorenni nei risultati della ricerca.